# Двойная фамилия (фильм)
«Двойная фамилия» — фильм Станислава Митина. Снят по одноимённой повести Дины Рубиной и рассказу «Терновник».

## Сюжет
У супругов Воздвиженских очень долго — в течение восьми лет — не было детей. Когда же наконец у них родился сын Филипп, глава семьи узнал, что этот ребёнок не от него. Воздвиженский решает уйти из дома, однако жалость к беспомощной жене и малышу не позволяет ему это сделать. С каждым днём в нём усиливаются отцовские чувства, и, в конце концов, Воздвиженский так привязывается к ребёнку, что не может жить без него.
Но он не в состоянии простить жене измену и остаётся с ней только ради мальчика, которого любит как родного сына.
Однако спустя пять лет этот семейный союз всё же окончательно распадается: жена Воздвиженского уходит к отцу ребёнка, пообещав своему бывшему мужу, что мальчик будет носить его фамилию; правду же о своём появлении на свет он узнает только после смерти одного из мужчин…

## В ролях
| Актёр             | Роль             |
| ----------------- | ---------------- |
| Олег Штефанко     | Воздвиженский    |
| Оксана Базилевич  | Воздвиженская    |
| Сергей Барковский | Виктор           |
| Слава Коробицин   | Полипп           |
| Миша Кожеуров     | Филипп в детстве |

## Съёмочная группа
- Автор сценария: Станислав Митин (по мотивам произведений Дины Рубиной)
- Режиссёр: Станислав Митин
- Оператор: Сергей Юриздицкий

## Музыка
- Фалика Юрия Александровича
- Вольфганга Амадея Моцарта
- Иоганна Себастьяна Баха

## Фестивали и награды
- 2006 — Первый приз на фестивале в Умео, Швеция
- 2006 — Приз зрительских симпатий на кинофестивале в Брауншвейге[1]
- 2006 — Участие в панораме «Мировое кино» на кинофестивале в Генте[2]
- 2007 — Участие в кинофестивале в Риме
- 2007 — Участие в кинофестивале «Зеркало» в Иваново
- 2007 — Участие в кинофестивале в Денвере
- 2007 — Участие в кинофестивале «Артфильм», Теплице[3]
- 2007 — Участие в кинофестивале «Сталкер», Москва[4]
- 2007 — Участие в Санкт-Петербургском кинофестивале
- 2007 — Участие в кинофестивале в Ханты-Мансийске
- 2007 — Лауреат 4-го Международного благотворительного кинофестиваля «Лучезарный ангел»[5]
- 2012 — Участие в кинофестивале «Спутник над Польшей», Польша[6]